# María del Rosario Espinoza
Pour les articles homonymes, voir Rosario (homonymie) et Espinoza.
María del Rosario Espinoza (née le 29 novembre 1987 à Guasave dans le Sinaloa) est une taekwondoïste mexicaine. Espinoza mesure 1,73 m et, en 2012 est pesée à 69 kg.

## Biographie
María Espinoza a gagné sa première compétition de taekwondo en 2003, au championnat panaméricain de la jeunesse à Rio de Janeiro. Plus tard elle participe à des tournois au Canada, en France et en Allemagne. Elle remporte le championnat du monde de taekwondo en 2007 dans la catégorie des moins de 72 kg en battant Lee In-Jong. Elle remporte également la médaille d'or aux Jeux panaméricains de 2007 dans la catégorie des plus de 67 kg en battant la Brésilienne Natalia Falivigna.
Le 23 août 2008 elle gagne la médaille d'or dans la catégorie des plus de 67 kg aux Jeux olympiques de 2008, en battant la Norvégienne Nina Solheim avec le score 2-1 dans le gymnase de l'université des sciences et technologies de Pékin.
Elle est le porte-drapeau olympique de la délégation mexicaine aux Jeux olympiques d'été de 2012 où elle remporte une médaille de bronze en plus de 67 kg.